# Ibrahim Haqaiqu Afdal ed-Din Khaqani
Khaqani (äldre svensk transkribering Chakani), eller Ibrahim Haqaiqu Afdal al-Din Shirvani, född omkring 1106 och död ca 1200, var en persisk poet.
Chakani författade en poetisk beskrivning över en pilgrimsfärd till Mekka, benämnd Tuhfat al-Irakain (de bägge Iraks gåva), samt en divan, benämnd Kulliyat-i Chakani, en samling dikter av olikartad karaktär. Chakani utmärker sig för ett högstämt språk, som ofta närmar sig det dunkla och gåtfulla. Han har ibland jämförts med Pindaros.